# Царь Дурандай
«Царь Дурандай», также «Сказка о царе Дурандае» — советский рисованный мультипликационный фильм режиссёров-мультипликаторов Ивана Иванова-Вано, Валентины и Зинаиды Брумберг, снятый в 1934 году на мультфабрике «Межрабпом-фильм» по сценарию Александра Курса.
Чёрно-белый мультфильм состоит из трёх частей (до настоящего времени сохранилась только первая часть, остальные утеряны). Снят по мотивам русской народной сказки.

## Создатели
- Авторы фильма: Александр Курс при участии Ивана Иванов-Вано, Валентины Брумберг, Зинаиды Брумберг
- Художники: Борис Покровский, Леонид Амальрик, Александр Беляков, Вадим Лазурский, Константин Малышев, А. Нестеров
- Звукооформитель: Семён Бендерский
- Звукооператор: Дмитрий Флянгольц
- Помощник звукооператора: Н. Поливанов
- Монтажница: Е. Курдюмова

## Сюжет
Сказка о грозном царе Дурандае, решившим жениться на прекрасной царевне Тетёхе, о кузнеце Силе и слепой девице Талани. Царевна всем женихам задавала три дела сделать: закинуть булаву стопудовую, объездить коня ретивого и выпить чару трёхведёрную. А было у Дурандая завещание, в котором написано, что если воевать или жениться — на то есть кузнец Сила. Он, подлый, всё сделает, надо только кликнуть: «Ай, Сила!…» Вот и воспользовался царь силой кузнеца, сам-то он ничего не умел. Всё исполнил кузнец, и Дурандай с Тетёхой поженились. Но недолго их союз продлился, выбросила Тетёха царя бессильного, а его царство к своему присоединила…

## Отзывы
На протяжении нескольких десятилетий неустанно разрабатывает Иванов-Вано великолепный, сверкающий и неистощимый пласт русской сказки. Сказки народной и сказки литературной, близкой по духу народной… В «Сказке о царе Дурандае» мы находим как бы запев русской темы Иванова-Вано.— Абрамова Н.

В технике вырезной «перекладки», совмещаемой с «альбомным» методом, создавались фильмы, иные из которых вошли в «Золотой фонд» мирового кино. Непринуждённая органика движений персонажей, например, «Сказки о царе Дурандае» (реж. И. Иванов-Вано, В. и З. Брумберг, 1934) действительно изумляет — в особенности, если учесть, что фильм был создан без единого листа целлулоида — целиком на бумаге. (Дурандая… приобрёл Уолт Дисней и часто показывал эту ленту своим сотрудникам).
— Олег Ковалов «Новейшая история отечественного кино». 1986-2000. Кино и контекст. Т. IV. СПб, Сеанс, 2002
По мнению историка кино А. Бернштейна, содержание и стиль сценария фильма оказали серьёзное влияние на развитие сказочного жанра в советском кино. Имя автора сценария Александра Курса было незаслуженно забыто, поскольку он подвергся сталинским репрессиям и был казнён в 1937 году.

## Факты
В картине был использован метод тотальной мультипликации — с 11:23 по 11:38 — (ворота, дорога).